# Encyclopédie persane

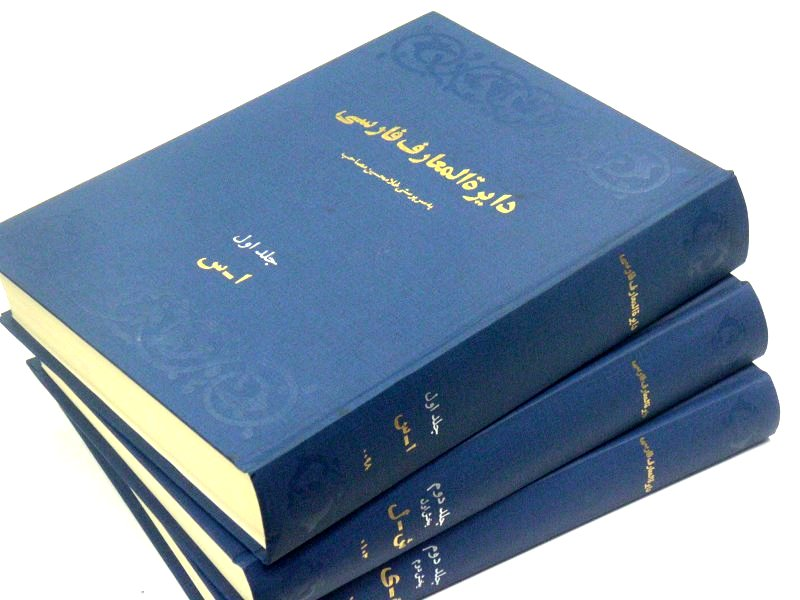
Les trois tomes de l'Encyclopédie persane

L'Encyclopédie persane (en persan : دایرةالمعارف فارسی) est une encyclopédie en deux volumes rédigée en langue persane. Bien qu'étant constituée de deux volumes "logiques", elle est publiée en trois tomes.
L'Encyclopédie est partiellement basée sur les éditions de 1953, 1960 et 1968 de la The Columbia Viking Desk Encyclopedia. Elle a été publiée au départ sous la direction de Gholamhossein Mosaheb, qui a démarré le projet en 1955 dans le bureau de l'organisme Franklin Book Programs à Téhéran. Mosaheb quitta le projet après la publication du premier volume (de la lettre ا à la lettre س) en 1966.
Le deuxième volume fut publié en deux parties, faisant de l'œuvre une encyclopédie en trois tomes. La première partie (de la lettre ش à la lettre ل) fut publiée en 1978 sous la supervision de Reza Aghsa.
La révolution iranienne, la mort de Mosaheb en 1979 et la reprise des capitaux de Franklin Book Programs à Téhéran par le gouvernement retardèrent le reste de la publication. La seconde partie (de la lettre م à la lettre ی) fut publiée en 1996 par les éditions Amirkabir.
L'encyclopédie comporte 3385 pages sur trois colonnes. Malheureusement, elle ne fait pas état du nombre d'articles qu'elle contient.
Les trois tomes ont été réédités avec de légers changements par les éditions Amirkabir en 2002  (ISBN 964-303-044-X).